# Agrarisch recht
Agrarisch recht (uit het Latijn ager, wat "land" betekent) is een vakgebied binnen het recht dat ziet op wet-, regelgeving, leerstukken, literatuur en rechtspraak waarmee juridische betrekkingen worden geregeld op de terreinen land- en tuinbouw en veeteelt en de rechten en verplichtingen van (rechts)personen werkzaam op deze gebieden. Personen die met agrarisch recht te maken kunnen krijgen zijn boeren, tuinders, loonwerkers en landeigenaren, maar ook de overheid en iedereen die agrarische diensten levert.
In de Engelse taal wordt niet het begrip agrarian law maar agricultural law voor dit rechtsgebied gebruikt.

## Nederland
Het agrarisch recht in Nederland is niet in één wet of wetboek vastgelegd, zoals bijvoorbeeld bij het personen- en familierecht of huurrecht. Het gaat om alle juridische terreinen waarmee een agrarisch ondernemer of dienstverlener te maken kan krijgen. Denk hierbij aan regels op het gebied van ondernemingsrecht, handelsrecht en rechtspersonenrecht; pachtrecht, erfrecht, ruilverkaveling, erfdienstbaarheid en onteigening, natuur en milieu, omgevingsrecht, bestuursrecht (vergunningen), subsidies, regelgeving voor het bouwen en verbouwen van opstallen, dierenwelzijn, volksgezondheid en chemische bestrijdingsmiddelen, zowel op regionaal, nationaal als internationaal niveau.
Het moderne agrarische recht in Nederland kent ook relatief veel regels van gewoonterecht. Een in Overijssel en Oostelijk Gelderland bij het boerenbedrijf bekend voorbeeld is het zogenaamde blijversrecht waarbij de eerstgeboren oudste zoon de boerderij moet verkrijgen.
Het Tijdschrift voor Agrarisch Recht is in Nederland het enige wetenschappelijke tijdschrift dat gespecialiseerd is in het agrarisch recht met als belangrijkste deelgebieden pacht, landinrichting, ruimtelijke ordening, beheer landelijk gebied, landbouwstructuurbeleid, landbouwmarktbeleid, landbouwkwaliteitsbeleid, agrarisch milieurecht, fiscaal agrarisch recht, bedrijfsopvolging en Europees agrarisch recht. Het Instituut voor Agrarisch Recht, opgericht in 1993, houdt zich in Nederland bezig met de bevordering van de beoefening van het agrarisch recht.

## Geschiedenis
Agrarisch recht bestaat al duizenden jaren. Het oude Mesopotamië kende rechtsregels die de verhoudingen voor landbewerking en veeteelt regelde, opgetekend in bijvoorbeeld de Codex Hammurabi van circa 1780 v.Chr. De oude Romeinen kenden de lex agraria waarmee toewijzing van publiek land aan personen werd geregeld.